# Isaiah Joe
Isaiah Joe (ur. 2 lipca 1999 w Fort Smith) – amerykański koszykarz, występujący na pozycji rzucającego obrońcy, obecnie zawodnik Oklahoma City Thunder.
W 2018 został wybrany najlepszym zawodnikiem amerykańskich szkół średnich stanu Arkansas (USA Today Arkansas Player of the Year, Gatorade Player of the Year).
16 października 2022 dołączył do Oklahoma City Thunder.

## Osiągnięcia
Stan na 6 lutego 2023, na podstawie, o ile nie zaznaczono inaczej.
NCAA
- Zaliczony do I składu najlepszych pierwszorocznych zawodników konferencji Southeastern (SEC – 2019)
- Zawodnik tygodnia SEC (3.12.2018, 30.12.2019)
- Lider SEC w liczbie oddawanych rzutów za 3 punkty na mecz (2019 – 3,62)